# Société Doré
Die Société G. Doré war ein französischer Hersteller von Automobilen.

## Unternehmensgeschichte
Das Unternehmen aus Levallois-Perret begann 1898 mit der Produktion von Automobilen. Der Markenname lautete Doré. Etwa 1900 endete die Produktion.

## Fahrzeuge

### Gelenkte Vorderachse
Im Dezember 1897 stellte Doré ein Fahrzeug mit Phaeton-Karosserie auf dem Pariser Salon du Cycle aus. Dessen wassergekühlter Augé-Zweizylindermotor leistete etwa 4 PS und trieb die gelenkte Vorderachse an. Das Fahrzeuggewicht betrug 680 kg.

### Elektrofahrzeuge
Der Fiacre von 1898 hatte einen Elektromotor, der die Vorderachse antrieb. Diese Fahrzeuge wurden häufig als Taxis eingesetzt.
Das Fulmen-Akkumulatorpaket wog 400 kg und ermöglichte eine Reichweite von 70 km bei durchschnittlich 14 km/h.

### Benzinmotor
Außerdem entstand ein Benzinmotor mit zwei gegenüberliegenden Zylindern (Bohrung × Hub: 75 × 80 mm), Luftkühlung, elektrischer Zündung und 5 PS. Beide Zylinder teilten sich je ein gemeinsames Ein- und Auslassventil, die Brennräume waren brückenartig verbunden. Der Motor hatte eine Drehzahl von 500 bis 600/min.
Es ist unklar, ob dieser Benzinmotor in ein Doré-Fahrzeug eingebaut wurde. Er wurde jedenfalls im Jahr 1900 in Fahrzeugen von E. F. Shephard (ebenfalls aus Levallois) eingesetzt.

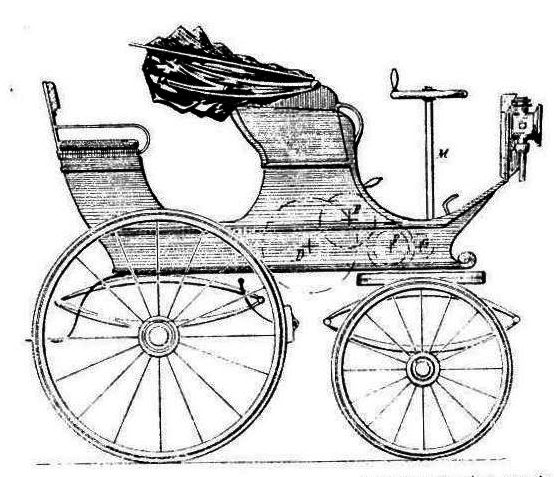
Phaeton 4 CV (1897), Seitenansicht
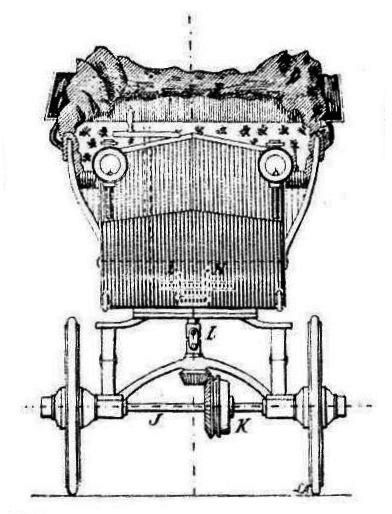
Phaeton 4 CV (1897), Vorderansicht
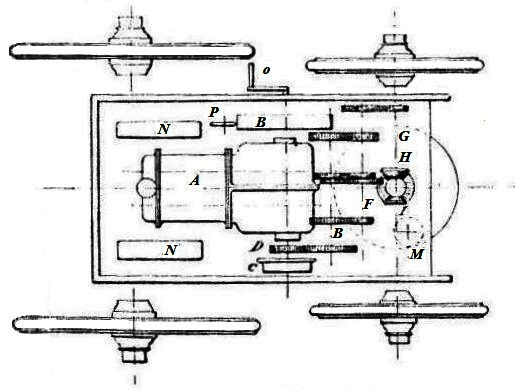
Phaeton 4 CV (1897), Draufsicht
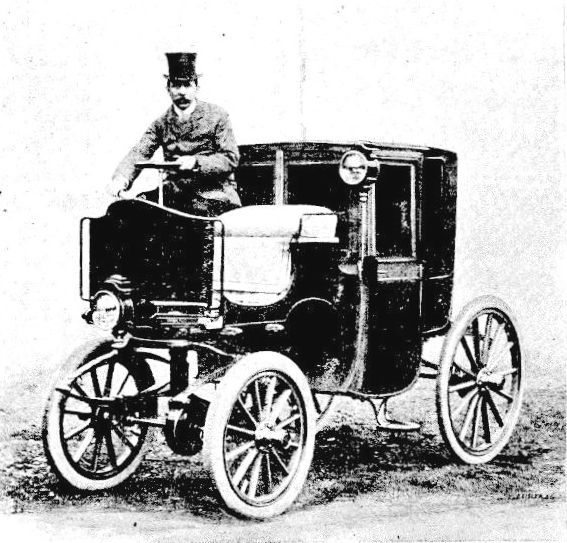
Fiacre électrique (1898)
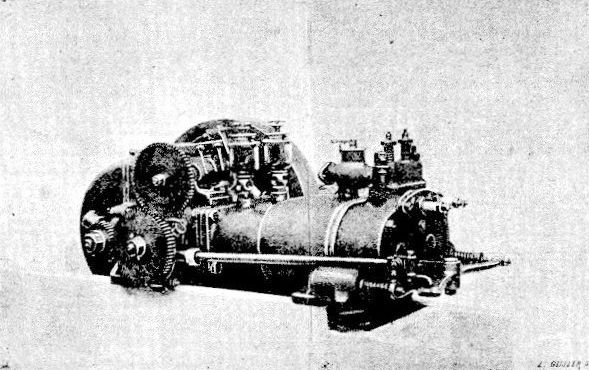
Benzinmotor 5 PS, 2 Zyl. (1898)